# یوکی میازاوا (بازیکن فوتبال)
یوکی میازاوا (ژاپنی: 宮澤 勇樹؛ زادهٔ ۱۳ مارس ۱۹۹۱) یک بازیکن فوتبال اهل ژاپن است.
از باشگاه‌هایی که در آن بازی کرده‌است می‌توان به باشگاه فوتبال ماتسوموتو یاماگا اشاره کرد.